# 佐野愛莉
佐野 愛莉（さの あいり、本名同じ、2月7日- ）は、日本の漫画家。滋賀県出身。血液型はB型。
2010年から小学館の『Sho-Comi』にて執筆中。

## 来歴・人物
『Sho-Comi』漫画アカデミアへの初投稿、「私が恋しちゃだめですか?」で準入選新人賞、編集長期待賞を受ける。
2010年、2作目の「拾うな危険」で入選し（当時19歳）、『Sho-Comi』増刊10月15日号にてデビュー。
デビュー後は同じく『Sho-Comi』作家の星森ゆきもの元でアシスタントを経験。
自身が京都芸術高等学校三年生の夏、まんが甲子園へ行った際に『flowers』（小学館）の編集者にスカウトされる。このことをきっかけに、絵柄等から『Sho-Comi』を勧められ、担当が付きデビューに至る。

## 作品リスト

### 連載
- オレ嫁。〜オレの嫁になれよ〜（『sho-comi』2014年23号 - 2017年7号[6]）
- 幼なじみと、キスしたくなくない。（『sho-comi』2017年12号[7] - 2018年12号[8]）
- ハツコイダンス！（『sho-comi』2018年17号[9] - 2020年1号[10]）
- 仁義なき婿取り（『sho-comi』2020年3・4合併号[11] - 2024年2号[12]）
- Cake×Bomb（『sho-comi』2024年9号[13] - ）

### 読み切り
- 私が恋しちゃだめですか？（『Sho-Comi』初投稿、未発表作品）
- 拾うな危険（『Sho-Comi』増刊2010年10月15日号） - デビュー作。
- ほんとは…ほんとは！（『Sho-Comi』増刊2010年1月15日号）
- 冬、微熱。（『Sho-Comi』増刊2011年2月14日号）
- 彼のココロに私の憂鬱（『Sho-Comi』2011年7号）
- そこから出てきて抱きしめて（『Sho-Comi』増刊2011年6月15日号）
- その目で見つめないで。（『Sho-Comi』増刊2011年8月15日号）
- 咲かない花（『Sho-Comi』増刊2011年10月15日号）
- 内気娘のへたっぴな恋（『Sho-Comi』増刊2011年12月15日号）
- クリスマスにお願いしたいこと。（『Sho-Comi』2011年24号）

### 書籍
- 『オレ嫁。〜オレの嫁になれよ〜』、小学館〈Sho-Comiフラワーコミックス〉2014年 - 2017年、全11巻
- 『幼なじみと、キスしたくなくない。』、小学館〈Sho-Comiフラワーコミックス〉2017年 - 2018年、全5巻
- 『ハツコイダンス！』、小学館〈Sho-Comiフラワーコミックス〉2018年 - 2020年、全7巻
- 『仁義なき婿取り』、小学館〈Sho-Comiフラワーコミックス〉2020年 - 2024年、全16巻
- 『Cake×Bomb』、小学館〈Sho-Comiフラワーコミックス〉2024年 - 、既刊4巻（2025年6月26日現在）

## 出演
- MAG・ネット 〜マンガ・アニメ・ゲームのゲンバ〜 第18回：特集「まんが甲子園」（NHK BS2：2010年9月5日、NHK BShi：同年9月10日・15日）
- 第20回FNSドキュメンタリー大賞『MANGAリアル魂〜密着・第19回まんが甲子園〜』（フジテレビ：2011年5月31日）